# Мерчисон

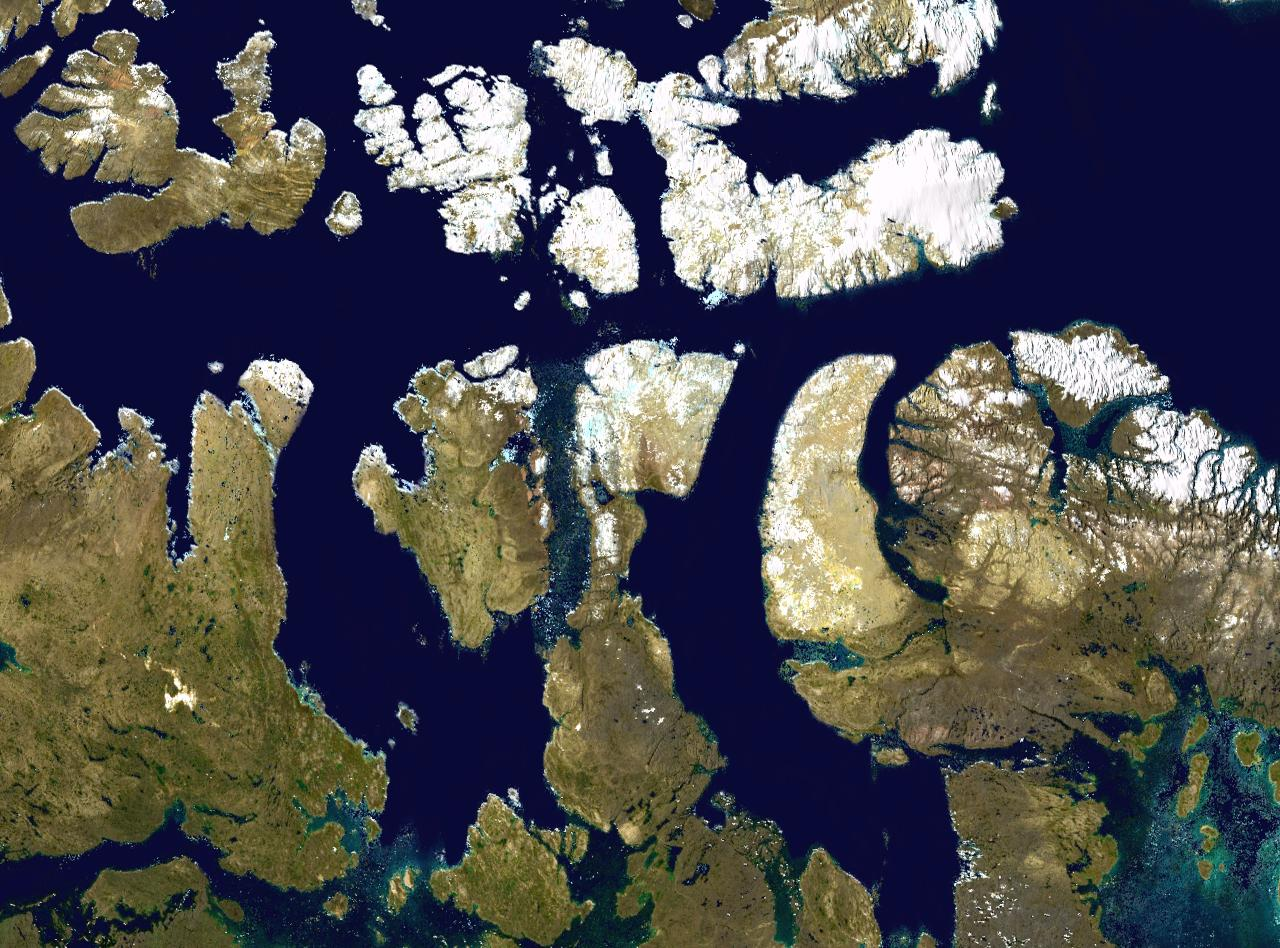
Супутникове фото регіону

Мерчисон (англ. Murchison Promontory) — мис на півострові Бутія, найпівнічніша точка материкової суші Канади та Північної Америки (на 64 км північніше, ніж північна точка США і Аляски мис Барроу).
Мис розташований за 2013 км від Північного полюса. Є південним берегом протоки Белло між півостровом Бутія і островом Сомерсет.
Мис є частиною регіону Кітікмеот. Півострів вперше був вивчений Джозефом Рене Мерчисоном, на честь якого згодом і назвали протоку.